# Альберт Бухгольц
Альберт Бухгольц (лат. Albertus Buchholzc)  — львівський міщанин, райця (1412—1413) та бурмистр міста (1413).

Походив з Торуня. В вересні 1409 прийнятий до міського громадянства Львова.